# Mats Kempe
Mats Kempe, född 15 oktober 1966, är en svensk författare vars böcker ges ut av Norstedts förlag. Han har under många år varit en flitig föreläsare om skrivandets konst vid folkhögskolor och skrivarkurser och är sedan 2021 lektor i kreativt skrivande vid Linnéuniversitetet.
Mats Kempe är ledamot av juryn för ALMA (Astrid Lindgren Memorial Award) som är världens största barn- och ungdomslitteraturpris.  
Han är gift med författaren Kristina Sandberg och tillsammans har de två döttrar.

## Priser och utmärkelser
- 1998 – Partille Bokhandels författarstipendium
- 2012 – Ludvig Nordström-priset
- 2024 – Samfundet De Nios Särskilda pris[2]